# Hospital de la Amistad Turco-Palestina
El Hospital de la Amistad Turco-Palestina fue un hospital universitario equipado por la Agencia Turca de Cooperación y Coordinación (TİKA). La construcción del hospital comenzó en 2010 por el gobierno de Recep Tayyip Erdoğan, cuando la Junta Directiva de la Universidad Islámica de Gaza solicitó que se construyera un hospital de capacitación e investigación para la universidad en la Franja de Gaza. Posteriormente, TİKA recibió instrucciones de construir el Hospital de la Amistad entre el Estado de Palestina y la República de Turquía, cuya construcción comenzó en 2011 y se completó en 2017 con un costo total de 70 millones de dólares estadounidenses.
Durante la guerra y el asedio de 2023, el hospital se quedó sin combustible y colapsó, y los funcionarios de salud dijeron que había quedado fuera de servicio el 1 de noviembre. El 21 de marzo de 2025, las tropas israelíes plantaron explosivos y dinamitaron el hospital, que habían estado utilizando como centro de operaciones a lo largo de la guerra.

## Instalaciones
El hospital fue construido en el campus de la Facultad de Medicina de la Universidad Islámica de Gaza, ubicada al sur de la ciudad de Gaza. Tiene un espacio interior total de 33.400 metros cuadrados y consta de 8 bloques interconectados, con 4 quirófanos, unidades de cuidados intensivos, laboratorios y 200 camas. En su plena capacidad, el hospital puede atender hasta 30.000 pacientes al año, además de brindar capacitación sanitaria a 500 estudiantes de medicina, 800 estudiantes de enfermería y 400 estudiantes de servicios de salud afines por año.

## Operación
A raíz de la pandemia de COVID-19 en Palestina, el Hospital de la Amistad Turco-Palestina fue transferido a las autoridades palestinas para que funcionara como centro de aislamiento y tratamiento de COVID-19. TİKA y el Rectorado de la Universidad Islámica de Gaza emitieron y firmaron una escritura de transferencia provisional para el traslado del hospital, tras lo cual el hospital fue transferido en su totalidad a las autoridades de Gaza el 26 de marzo de 2020.
En noviembre de 2021, cuando la pandemia de COVID-19 comenzó a disminuir, el Ministerio de Salud de Gaza comenzó a reubicar los servicios de oncología y relacionados con la oncología de los diferentes hospitales gubernamentales de la Franja de Gaza al Hospital de la Amistad Turco-Palestina en un intento por «unificar la servicios de diagnóstico y tratamiento en un solo centro especializado e integrado». El hospital funciona actualmente bajo una administración conjunta de IUG y el Ministerio de Salud.

## Guerra de Gaza
Durante la Guerra en Gaza, y en medio del bloqueo israelí de la Franja de Gaza de octubre de 2023, el hospital se vio obligado a cerrar, a pesar de ser el único hospital oncológico de Gaza, después de quedarse sin combustible. El 30 de octubre, el director del hospital, Dr. Subhi Skaik, declaró que el tercer piso del hospital fue alcanzado por un ataque aéreo israelí. El Ministerio de Asuntos Exteriores turco condenó el ataque aéreo «en los términos más enérgicos» el mismo día, afirmando que era una violación del derecho internacional. El ejército israelí declaró que no atacó el hospital.
El ejército israelí también utilizó el hospital como base militar en 2024, lo que provocó duras críticas del gobierno turco. El ejército hizo estallar el edificio en marzo de 2025, alegando, sin aportar prueba alguna, que no se utilizaba como hospital, sino que lo utilizaban operativos de Hamás. En respuesta, el Ministerio de Asuntos Exteriores turco condenó la destrucción del hospital como parte de la política israelí destinada a convertir Gaza en inhabitable y desplazar por la fuerza al pueblo palestino. El 24 de marzo, Haaretz informó que las Fuerzas de Defensa de Israel iniciaron una investigación sobre la aparente demolición del hospital sin aprobación.

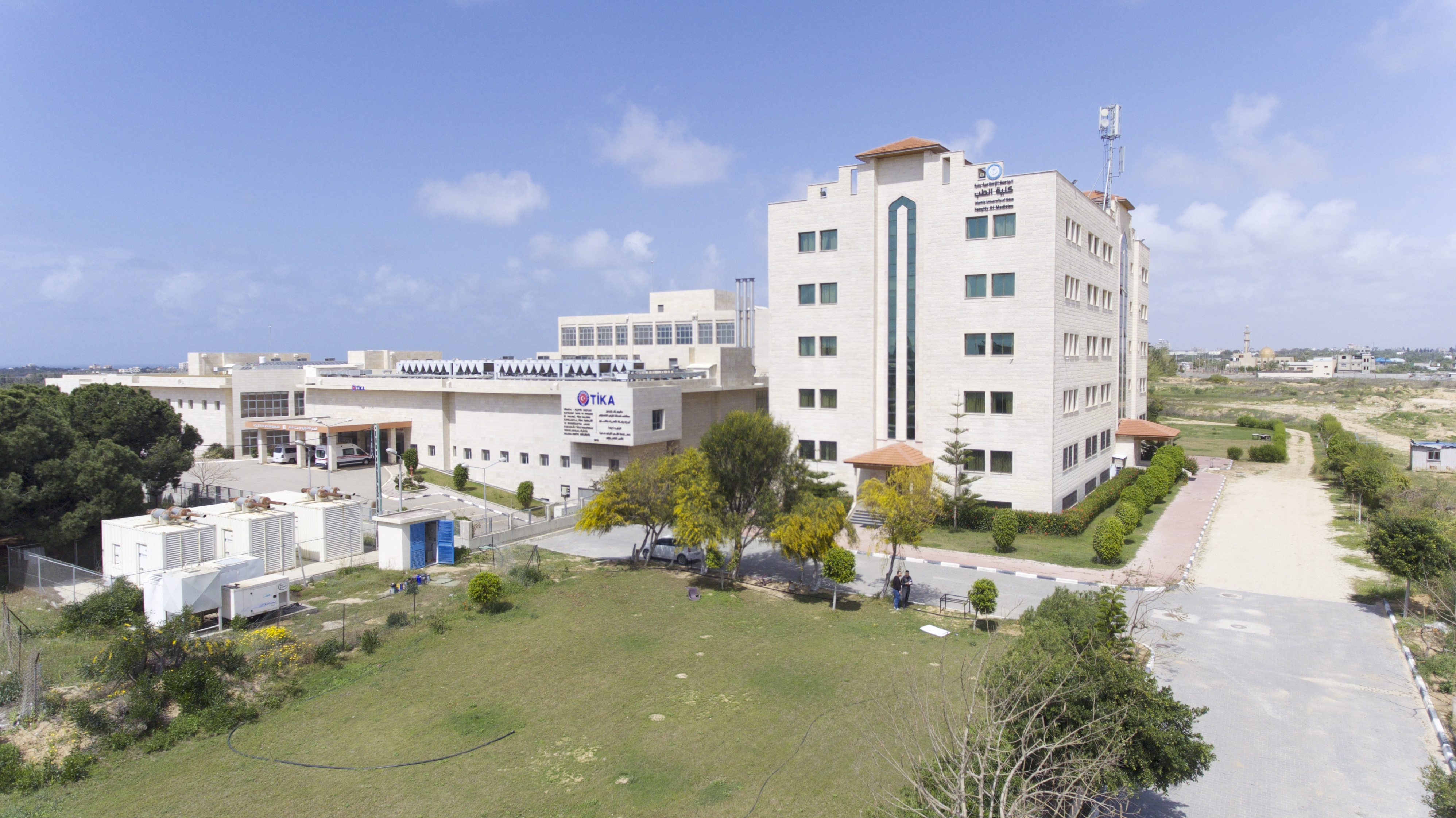
La entrada sur del Hospital de la Amistad Turco-Palestina y la Facultad de Medicina IUG
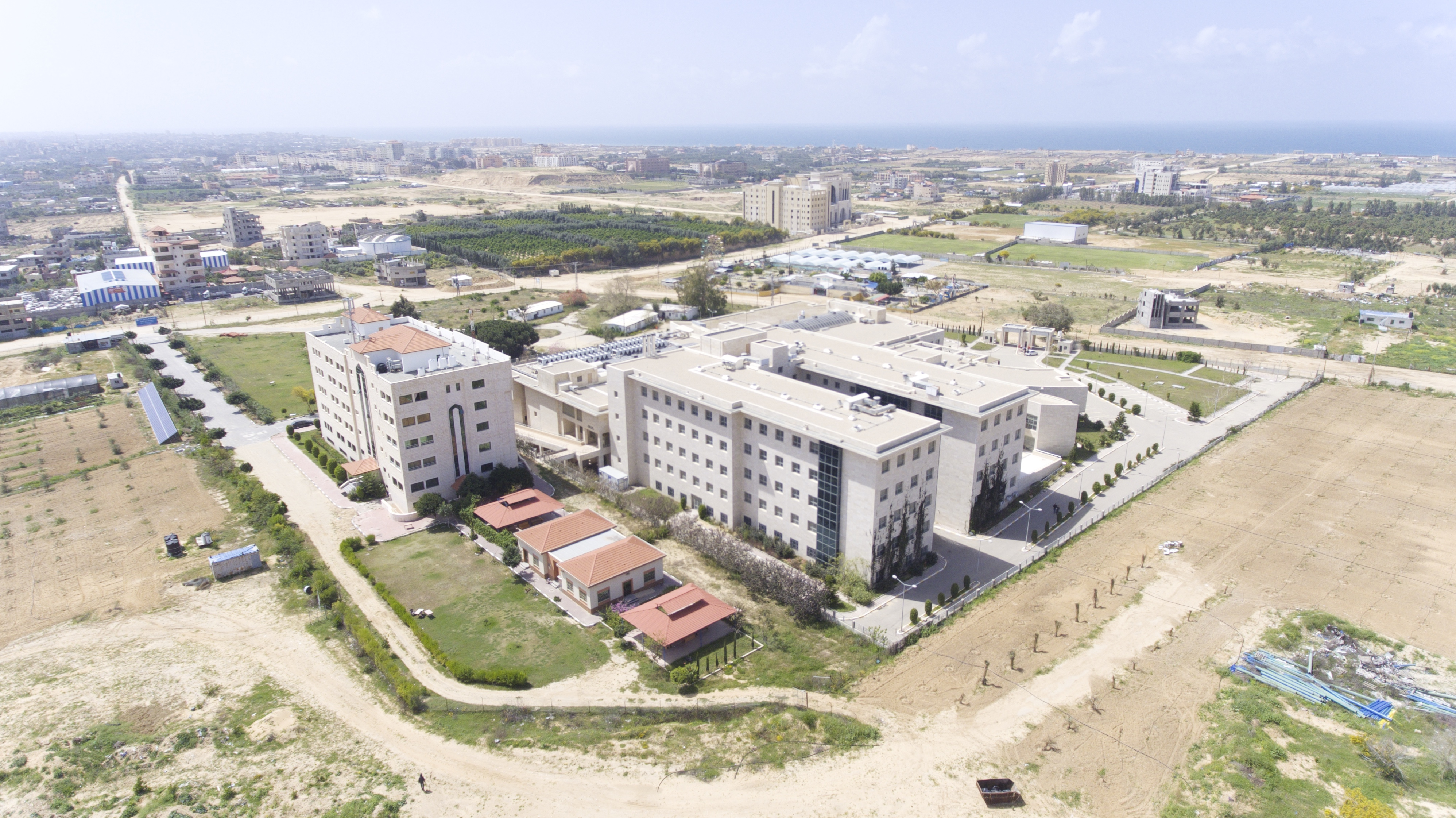
El Hospital y los edificios de la Facultad de Medicina del IUG tal y como aparecen en una vista aérea tomada desde el noreste.
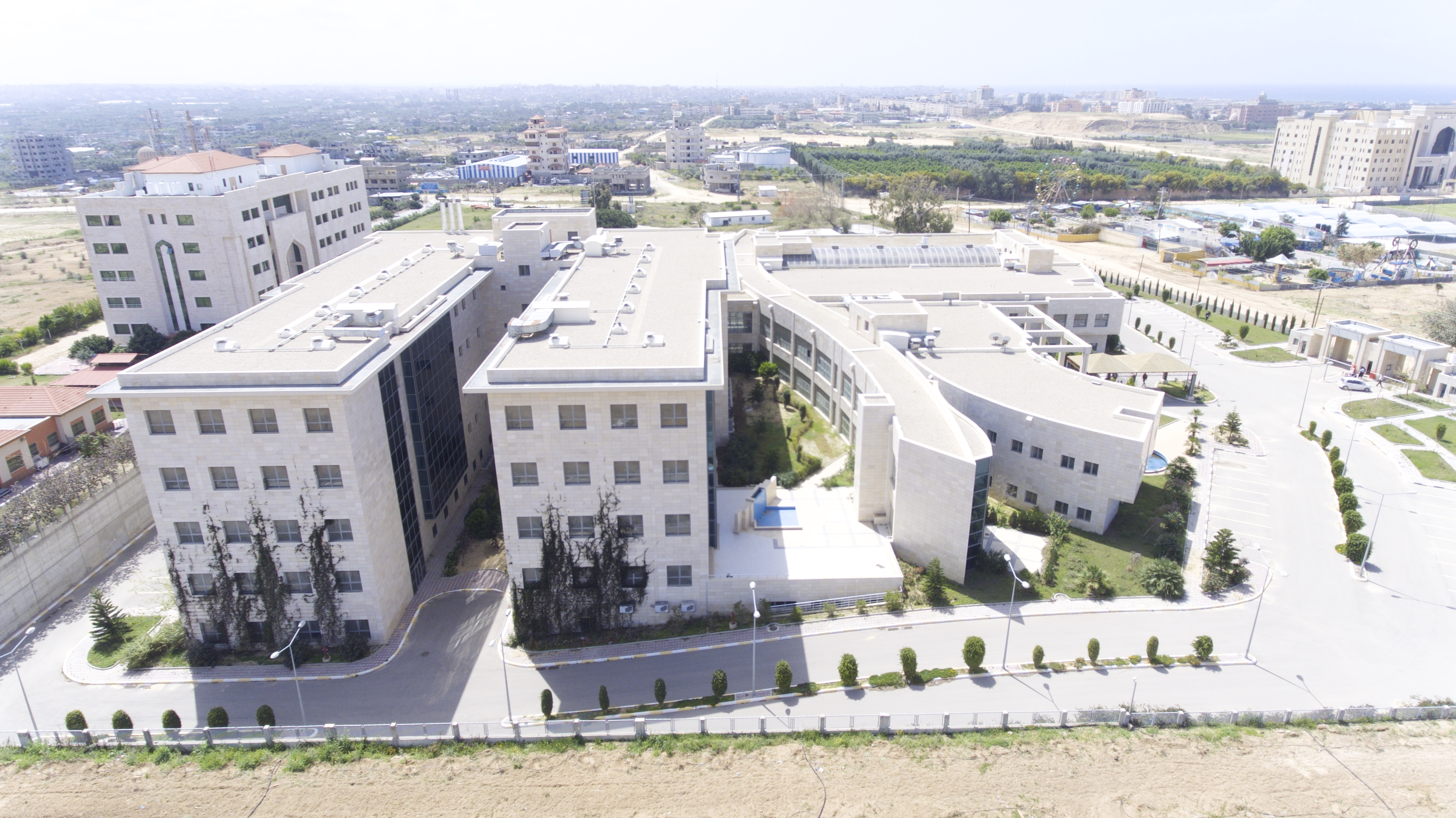
Vista del hospital desde el norte